# Focke-Wulf A 36
Die Focke-Wulf A 36 war ein zu Beginn der 1930er Jahre entwickeltes deutsches Frachtflugzeug, das bei Focke-Wulf in Bremen unter der Leitung von Henrich Focke entstand und als ziviles Postflugzeug zum Einsatz kommen sollte. Es blieb aufgrund unzureichender Leistungen ein Einzelstück.

## Geschichte
Im Jahr 1929 gab die Deutsche Luft Hansa (DLH) eine Ausschreibung für ein schnelles Postflugzeug heraus, das sie auf ihren europäischen Flugrouten zwischen den jeweiligen Hauptstädten einzusetzen gedachte. Die Vorgaben waren relativ anspruchsvoll; so sollten mit dem vorgegebenen Antrieb, einem BMW-Lizenzbau des US-amerikanischen Hornet-Sternmotors, eine Höchstgeschwindigkeit von 260 km/h erreicht und 300 kg Post bei einer Geschwindigkeit von 220 bis 230 km/h über eine Entfernung von 1600 km befördert werden können. Neben Focke-Wulf beteiligten sich auch die Bayerischen Flugzeugwerke (BFW) mit ihrer M28 an dem Wettbewerb. Ab Anfang 1930 wurden die ersten Berechnungen durchgeführt, und es stellte sich heraus, dass die Leistungsvorgaben recht eng gesteckt waren und den Konstrukteuren nur wenig Handlungsspielraum ließen. Focke-Wulf versuchte deshalb, bei der Luft Hansa eine gewisse Angleichung der geforderten Werte zu erreichen, weshalb diese nach langen Verhandlungen auch einen Toleranzbereich von 3 % zugestand. Im April 1930 entstanden die ersten Zeichnungen und im Juni bestätigte die Luft Hansa den Entwurf. Dieser hatte eine sehr spindelförmige Rumpfform erhalten, was einem Punkt der Forderung für eine nebeneinander sitzende zweiköpfige Besatzung geschuldet war, die eine entsprechende Breite der Kabine voraussetzte. BFW löste dieses Problem bei ihrer M28 mit zwei etwas versetzt angeordneten Sitzen, weshalb deren Entwurf auch einen schlankeren Rumpf erhalten konnte. Die Windkanaltests begannen im Sommer 1930 und Anfang 1931 war der Prototyp der A 36 vollendet. Wie das Konkurrenzmuster war er als freitragender Tiefdecker mit starrem Heckradfahrwerk gestaltet. Dank der bauchigen, kurzen Rumpfform wurde er firmenintern auch als „Mastgans“ bezeichnet. Das Datum des Erstflugs ist nicht genau bekannt, doch erfolgte er nach dem ersten Flug der M28 Mitte Januar und noch in der ersten Hälfte des Jahres 1931. Die Flugtests ergaben enttäuschende Leistungen. So betrug die erreichte Höchstgeschwindigkeit lediglich 220 km/h, die zwar nach umfangreichen Änderungen auf 236 km/h gesteigert werden konnte, aber trotz der von der Luft Hansa zugestandenen Toleranzgrenze noch immer unter dem Wert der Ausschreibung lag. Zwar erklärte sich die Auftraggeberin letztendlich zu einer Übernahme des Flugzeugs bereit, doch wurde Focke-Wulf zur Zahlung einer Konventionalstrafe verpflichtet. Über den weiteren Einsatz bei der DLH ist nichts bekannt. Das Konkurrenzmodell M28 schnitt zwar besser ab, doch blieb es ebenfalls nur ein Prototyp.

## Technische Daten
| Kenngröße             | Daten                                                                               |
| --------------------- | ----------------------------------------------------------------------------------- |
| Besatzung             | 2                                                                                   |
| Länge                 | 10,30 m                                                                             |
| Spannweite            | 14,00 m                                                                             |
| Höhe                  | 4,00 m                                                                              |
| Flügelfläche          | 28 m²                                                                               |
| Flügelstreckung       | 7,0                                                                                 |
| Leermasse             | 1280 kg                                                                             |
| Zuladung              | 1120 kg                                                                             |
| Nutzlast              | 477 kg                                                                              |
| Startmasse            | 2400 kg                                                                             |
| Antrieb               | ein luftgekühlter Neunzylinder-Viertakt-Sternmotor BMW „Hornet“ mit 525 PS (386 kW) |
| Höchstgeschwindigkeit | 236 km/h                                                                            |
| Reisegeschwindigkeit  | 220 km/h                                                                            |
| Landegeschwindigkeit  | 100 km/h                                                                            |
| Steigzeit             | 4,0 min auf 1000 m Höhe                                                             |
| Dienstgipfelhöhe      | 5000 m                                                                              |
| Reichweite            | 1600 km                                                                             |